# Ballspielverein Borussia 09 Dortmund 2021-2022
Questa pagina raccoglie i dati riguardanti il Ballspielverein Borussia 09 Dortmund nelle competizioni ufficiali della stagione 2021-2022.

## Maglie e sponsor
Per questa stagione gli sponsor ufficiali del Borussia Dortmund sono due: sulle maglie in casa e in trasferta è 1&1, mentre sulla terza maglia è Evonik. Lo sponsor tecnico è Puma.
| Casa | Trasferta | Terza Divisa |

## Rosa
In corsivo i calciatori ceduti durante la stagione
| N. |                        | Ruolo | Calciatore            |
| -- | ---------------------- | ----- | --------------------- |
| 1  | Svizzera (bandiera)    | P     | Gregor Kobel          |
| 2  | Spagna (bandiera)      | D     | Mateu Morey           |
| 4  | Francia (bandiera)     | D     | Soumaïla Coulibaly    |
| 5  | Francia (bandiera)     | D     | Dan-Axel Zagadou      |
| 6  | Danimarca (bandiera)   | C     | Thomas Delaney        |
| 7  | Stati Uniti (bandiera) | C     | Giovanni Reyna        |
| 8  | Germania (bandiera)    | C     | Mahmoud Dahoud        |
| 9  | Norvegia (bandiera)    | A     | Erling Haaland        |
| 10 | Belgio (bandiera)      | C     | Thorgan Hazard        |
| 11 | Germania (bandiera)    | A     | Marco Reus (capitano) |
| 13 | Portogallo (bandiera)  | D     | Raphaël Guerreiro     |
| 14 | Germania (bandiera)    | D     | Nico Schulz           |
| 15 | Germania (bandiera)    | D     | Mats Hummels          |
| 16 | Svizzera (bandiera)    | D     | Manuel Akanji         |
| 18 | Germania (bandiera)    | A     | Youssoufa Moukoko     |
| 19 | Germania (bandiera)    | C     | Julian Brandt         |
| 20 | Brasile (bandiera)     | C     | Reinier               |
| 21 | Paesi Bassi (bandiera) | A     | Donyell Malen         |
| 22 | Inghilterra (bandiera) | C     | Jude Bellingham       |
| 23 | Germania (bandiera)    | C     | Emre Can              |
| 24 | Belgio (bandiera)      | C     | Thomas Meunier        |

| N. |                        | Ruolo | Calciatore            |
| -- | ---------------------- | ----- | --------------------- |
| 25 | Germania (bandiera)    | P     | Luca Unbehaun         |
| 27 | Germania (bandiera)    | A     | Steffen Tigges        |
| 28 | Belgio (bandiera)      | C     | Axel Witsel           |
| 29 | Germania (bandiera)    | D     | Marcel Schmelzer      |
| 30 | Germania (bandiera)    | C     | Felix Passlack        |
| 32 | Mali (bandiera)        | C     | Abdoulaye Kamara      |
| 34 | Croazia (bandiera)     | D     | Marin Pongračić       |
| 35 | Svizzera (bandiera)    | P     | Marwin Hitz           |
| 36 | Germania (bandiera)    | A     | Ansgar Knauff         |
| 36 | Germania (bandiera)    | D     | Tom Rothe             |
| 37 | Germania (bandiera)    | D     | Lion Semić            |
| 38 | Svizzera (bandiera)    | P     | Roman Bürki           |
| 39 | Germania (bandiera)    | C     | Marius Wolf           |
| 40 | Germania (bandiera)    | P     | Stefan Drljača        |
| 42 | Turchia (bandiera)     | C     | Göktan Gürpüz         |
| 43 | Inghilterra (bandiera) | A     | Jamie Bynoe-Gittens   |
| 44 | Paesi Bassi (bandiera) | C     | Immanuel Pherai       |
| 45 | Stati Uniti (bandiera) | D     | Lennard Maloney       |
| 46 | Croazia (bandiera)     | A     | Marco Pašalić         |
| 47 | Germania (bandiera)    | C     | Antonios Papadopoulos |
| 49 | Germania (bandiera)    | A     | Justin Njinmah        |

## Calciomercato

### Sessione estiva(dall'1/7 all'1/9)
| Acquisti         | Acquisti            | Acquisti            | Acquisti                  |
| R.               | Nome                | da                  | Modalità                  |
| ---------------- | ------------------- | ------------------- | ------------------------- |
| A                | Donyell Malen       | PSV                 | definitivo (30 milioni €) |
| P                | Gregor Kobel        | Stoccarda           | definitivo (15 milioni €) |
| D                | Soumaïla Coulibaly  | Paris Saint-Germain | gratuito                  |
| D                | Marin Pongračić     | Wolfsburg           | prestito                  |
| Altre operazioni |                     |                     |                           |
| R.               | Nome                | da                  | Modalità                  |
| D                | Leonardo Balerdi    | Olympique Marsiglia | fine prestito             |
| D                | Jeremy Toljan       | Sassuolo            | fine prestito             |
| D                | Marius Wolf         | Colonia             | fine prestito             |
| D                | Sergio Gómez Martín | Huesca              | fine prestito             |
| C                | Immanuel Pherai     | PEC Zwolle          | fine prestito             |

| Cessioni | Cessioni            | Cessioni            | Cessioni                   |
| R.       | Nome                | a                   | Modalità                   |
| -------- | ------------------- | ------------------- | -------------------------- |
| A        | Jadon Sancho        | Manchester Utd      | definitivo (85 milioni €)  |
| D        | Leonardo Balerdi    | Olympique Marsiglia | definitivo (11 milioni €)  |
| D        | Thomas Delaney      | Siviglia            | definitivo (6 milioni €)   |
| D        | Jeremy Toljan       | Sassuolo            | definitivo (3,5 milioni €) |
| D        | Sergio Gómez Martín | Anderlecht          | definitivo (3,5 milioni €) |
| C        | Łukasz Piszczek     | Goczałkowice-Zdrój  | gratuito                   |

### Sessione invernale(dal 2/1 al 31/1)
| Acquisti | Acquisti | Acquisti | Acquisti |
| R.       | Nome     | da       | Modalità |
| -------- | -------- | -------- | -------- |

| Cessioni | Cessioni      | Cessioni              | Cessioni                |
| R.       | Nome          | a                     | Modalità                |
| -------- | ------------- | --------------------- | ----------------------- |
| A        | Ansgar Knauff | Eintracht Francoforte | prestito (400 mila €)   |
| C        | Tobias Raschl | Greuther Fürth        | definitivo (100 mila €) |

## Risultati

### Bundesliga

#### Girone di andata
| Arbitro: | Tobias Stieler (Amburgo) |

|                                                |           |                               |
| Reus 23’ Hazard 32’ Haaland 34’, 70’ Reyna 58’ | Marcatori | 27’ (aut.) Passlack 86’ Hauge |

| Arbitro: | Schröder |

|                     |           |                   |
| Grifo 6’ Sallai 53’ | Marcatori | 59’ (aut.) Keitel |

| Arbitro: | Zwayer |

|                                        |           |                            |
| Reyna 49’ Bellingham 69’ Haaland 90+1’ | Marcatori | 61’ Baumgartner 90’ Dabbur |

| Arbitro: | Siebert |

|                                 |           |                                                  |
| Wirtz 9’ Schick 45+1’ Diaby 55’ | Marcatori | 37’, 77’ (rig.) Haaland 49’ Brandt 71’ Guerreiro |

| Arbitro: | Jablonski |

|                                                     |           |                                 |
| Guerreiro 10’ Haaland 24’, 83’ Friedrich 52’ (aut.) | Marcatori | 57’ (rig.) Kruse 81’ Voglsammer |

| Arbitro: | Aytekin |

|             |           |  |
| Zakaria 37’ | Marcatori |  |

| Arbitro: | Welz |

|                                 |           |            |
| Guerreiro 10’ (rig.) Brandt 51’ | Marcatori | 35’ Zeqiri |

| Arbitro: | Schlager |

|                                   |           |              |
| Reus 3’ Haaland 54’ (rig.), 90+4’ | Marcatori | 87’ Burkardt |

| Arbitro: | Brand |

|                 |           |                                                |
| Klos 87’ (rig.) | Marcatori | 31’ (rig.) Emre Can 45’ Hummels 72’ Bellingham |

| Arbitro: | Petersen |

|                          |           |  |
| T. Hazard 40’ Tigges 64’ | Marcatori |  |

| Arbitro: | Zwayer |

|                        |           |          |
| Nkunku 29’ Poulsen 68’ | Marcatori | 52’ Reus |

| Arbitro: | Osmers (Hannover) |

|                    |           |             |
| Malen 56’ Reus 85’ | Marcatori | 63’ Massimo |

| Arbitro: | Jablonski |

|             |           |                                           |
| Weghorst 2’ | Marcatori | 35’ (rig.) Emre Can 55’ Malen 81’ Haaland |

| Arbitro: | Zwayer |

|                       |           |                                      |
| Brandt 5’ Haaland 48’ | Marcatori | 9’, 77’ (rig.) Lewandowski 44’ Coman |

| Arbitro: | Jöllenbeck |

|                   |           |            |
| Polter 40’ (rig.) | Marcatori | 85’ Brandt |

| Arbitro: | Schlager |

|                                   |           |  |
| Haaland 33’ (rig.), 82’ Malen 89’ | Marcatori |  |

| Arbitro: | Fritz |

|                               |           |                       |
| Belfodil 51’ Richter 57’, 69’ | Marcatori | 31’ Brandt 83’ Tigges |

#### Girone di ritorno
| Arbitro: | Robert Schröder (Hannover) |

|                |           |                                      |
| Borré 15’, 24’ | Marcatori | 71’ Hazard 87’ Bellingham 89’ Dahoud |

| Arbitro: | Badstübner |

|                                                |           |               |
| Meunier 14’, 29’ Haaland 45+1’, 75’ Dahoud 86’ | Marcatori | 61’ Demirović |

| Arbitro: | Aytekin |

|                           |           |                                     |
| Kramarić 45+1’ Rutter 77’ | Marcatori | 6’ Haaland 58’ Reus 66’ (aut.) Raum |

| Arbitro: | Siebert |

|                                |           |                                                           |
| Frimpong 16’ (aut.) Tigges 89’ | Marcatori | 11’ (aut.) Akanji 20’ Wirtz 28’ Andrich 53’ Tah 87’ Diaby |

| Arbitro: | Jöllenbeck |

|  |           |                             |
|  | Marcatori | 18’, 25’ Reus 71’ Guerreiro |

| Arbitro: | Fritz |

|                                                                    |           |  |
| Reus 26’, 81’ Malen 32’ Wolf 70’ Moukoko 74’ Emre Can 90+1’ (rig.) | Marcatori |  |

| Arbitro: | Aytekin |

|                    |           |               |
| Sarenren Bazee 78’ | Marcatori | 35’ T. Hazard |

| Arbitro: | Stegemann |

|  |           |            |
|  | Marcatori | 87’ Witsel |

| Arbitro: | Dankert |

|          |           |  |
| Wolf 21’ | Marcatori |  |

| Arbitro: | Siebert |

|                  |           |         |
| S. Andersson 36’ | Marcatori | 8’ Wolf |

| Arbitro: | Fritz |

|           |           |                                     |
| Malen 84’ | Marcatori | 21’, 30’ Laimer 57’ Nkunku 86’ Olmo |

| Arbitro: | Osmers (Hannover) |

|  |           |                 |
|  | Marcatori | 12’, 71’ Brandt |

| Arbitro: | Schröder |

|                                                               |           |          |
| Rothe 24’ Witsel 26’ Akanji 28’ Emre Can 35’ Haaland 38’, 54’ | Marcatori | 82’ Baku |

| Arbitro: | Siebert |

|                                        |           |                |
| Gnabry 15’ Lewandowski 34’ Musiala 83’ | Marcatori | 52’ (rig.) Can |

| Arbitro: | Hartmann |

|                                     |           |                                                       |
| Haaland 18’ (rig.), 30’ (rig.), 62’ | Marcatori | 3’ Polter 8’ Holtmann 81’ Locadia 85’ (rig.) Pantović |

| Arbitro: | Dingert |

|             |           |                              |
| Ngankam 70’ | Marcatori | 26’, 72’ Brandt 77’ Passlack |

| Arbitro: | Stieler |

|                                |           |                     |
| Haaland 68’ (rig.) Moukoko 84’ | Marcatori | 18’ (rig.) Belfodil |

### DFB-Pokal
| Arbitro: | Cortus |

|  |           |                              |
|  | Marcatori | 26’, 31’ (rig.), 51’ Haaland |

| Arbitro: | Jöllenbeck |

|                    |           |  |
| T. Hazard 72’, 81’ | Marcatori |  |

| Arbitro: | Osmers (Hannover) |

|                               |           |                    |
| Amenyido 4’ Witsel 40’ (aut.) | Marcatori | 58’ (rig.) Haaland |

### DFL-Supercup
| Arbitro: | Stegemann |

|          |           |                                 |
| Reus 64’ | Marcatori | 41’, 74’ Lewandowski 49’ Müller |

### UEFA Champions League

#### Fase a gironi
| Arbitro: | Antonio Mateu Lahoz |

|               |           |                             |
| Montero 90+4’ | Marcatori | 20’ Bellingham 45+3’ Håland |

| Arbitro: | Srđan Jovanović |

|           |           |  |
| Malen 37’ | Marcatori |  |

| Arbitro: | Jesús Gil Manzano |

|                                                 |           |  |
| Reus 11’ (aut.) Blind 25’ Antony 57’ Haller 72’ | Marcatori |  |

| Arbitro: | Michael Oliver |

|                 |           |                                     |
| Reus 37’ (rig.) | Marcatori | 72’ Tadić 83’ Haller 90+3’ Klaassen |

| Arbitro: | Carlos del Cerro Grande |

|                              |           |             |
| Gonçalves 30’, 39’ Porro 81’ | Marcatori | 90+3’ Malen |

| Arbitro: | François Letexier |

|                                                   |           |  |
| Malen 29’ Reus 45+2’ (rig.), 53’ Haaland 68’, 81’ | Marcatori |  |

### UEFA Europa League

#### Fase ad eliminazione diretta
| Arbitro: | Clément Turpin |

|                              |           |                                                                   |
| Bellingham 51’ Guerreiro 82’ | Marcatori | 38’ (rig.) Tavernier 41’ Morelos 49’ Lundstram 54’ (aut.) Zagadou |

| Arbitro: | Antonio Mateu Lahoz |

|                           |           |                          |
| Tavernier 22’ (rig.), 57’ | Marcatori | 31’ Bellingham 42’ Malen |

## Statistiche

### Statistiche di squadra
| Competizione           | Punti | In casa | In casa | In casa | In casa | In casa | In casa | In trasferta | In trasferta | In trasferta | In trasferta | In trasferta | In trasferta | Totale | Totale | Totale | Totale | Totale | Totale | D.R. |
| Competizione           | Punti | G       | V       | N       | P       | Gf      | Gs      | G            | V            | N            | P            | Gf           | Gs           | G      | V      | N      | P      | Gf     | Gs     | D.R. |
| ---------------------- | ----- | ------- | ------- | ------- | ------- | ------- | ------- | ------------ | ------------ | ------------ | ------------ | ------------ | ------------ | ------ | ------ | ------ | ------ | ------ | ------ | ---- |
| Bundesliga             | 69    | 17      | 13      | 0       | 4       | 52      | 28      | 17           | 9            | 3            | 5            | 33           | 24           | 34     | 22     | 3      | 9      | 85     | 52     | +33  |
| Coppa di Germania      |       | 1       | 1       | 0       | 0       | 2       | 0       | 2            | 1            | 0            | 1            | 4            | 2            | 3      | 2      | 0      | 1      | 6      | 2      | +4   |
| Supercoppa di Germania | -     | 1       | 0       | 0       | 1       | 1       | 3       | 0            | 0            | 0            | 0            | 0            | 0            | 1      | 0      | 0      | 1      | 1      | 3      | -2   |
| Champions League       | 9     | 3       | 2       | 0       | 1       | 7       | 3       | 3            | 1            | 0            | 2            | 3            | 8            | 6      | 3      | 0      | 3      | 10     | 11     | -1   |
| Europa League          |       | 1       | 0       | 0       | 1       | 2       | 4       | 1            | 0            | 1            | 0            | 2            | 2            | 2      | 0      | 1      | 1      | 4      | 6      | -2   |
| Totale                 |       | 23      | 16      | 0       | 7       | 64      | 38      | 23           | 11           | 4            | 8            | 42           | 36           | 46     | 27     | 4      | 15     | 106    | 74     | +32  |

### Andamento in campionato
| Giornata  | 1 | 2 | 3 | 4 | 5 | 6 | 7 | 8 | 9 | 10 | 11 | 12 | 13 | 14 | 15 | 16 | 17 | 18 | 19 | 20 | 21 | 22 | 23 | 24 | 25 | 26 | 27 | 28 | 29 | 30 | 31 | 32 | 33 | 34 |
| --------- | - | - | - | - | - | - | - | - | - | -- | -- | -- | -- | -- | -- | -- | -- | -- | -- | -- | -- | -- | -- | -- | -- | -- | -- | -- | -- | -- | -- | -- | -- | -- |
| Luogo     | C | T | C | T | C | T | C | C | T | C  | T  | C  | T  | C  | T  | C  | T  | T  | C  | T  | C  | T  | C  | T  | T  | C  | T  | C  | T  | C  | T  | C  | T  | C  |
| Risultato | V | N | V | V | V | P | V | V | V | V  | P  | V  | V  | P  | N  | V  | P  | V  | V  | V  | P  | V  | V  | N  | V  | V  | N  | P  | V  | V  | P  | P  | V  | V  |
| Posizione | 3 | 7 | 5 | 3 | 3 | 4 | 3 | 2 | 2 | 2  | 2  | 2  | 2  | 2  | 2  | 2  | 2  | 2  | 2  | 2  | 2  | 2  | 2  | 2  | 2  | 2  | 2  | 2  | 2  | 2  | 2  | 2  | 2  | 2  |

Legenda:

Luogo: C = Casa; T = Trasferta. Risultato: V = Vittoria; N = Pareggio; P = Sconfitta.

### Statistiche dei giocatori
Sono in corsivo i calciatori che hanno lasciato la società a stagione in corso.
| Giocatore        | Bundesliga | Bundesliga | Bundesliga  | Bundesliga | Coppa di Germania | Coppa di Germania | Coppa di Germania | Coppa di Germania | Champions League + Europa League | Champions League + Europa League | Champions League + Europa League | Champions League + Europa League | Supercoppa di Germania | Supercoppa di Germania | Supercoppa di Germania | Supercoppa di Germania | Totale   | Totale | Totale      | Totale     |
| Giocatore        | Presenze   | Reti       | Ammonizioni | Espulsioni | Presenze          | Reti              | Ammonizioni       | Espulsioni        | Presenze                         | Reti                             | Ammonizioni                      | Espulsioni                       | Presenze               | Reti                   | Ammonizioni            | Espulsioni             | Presenze | Reti   | Ammonizioni | Espulsioni |
| ---------------- | ---------- | ---------- | ----------- | ---------- | ----------------- | ----------------- | ----------------- | ----------------- | -------------------------------- | -------------------------------- | -------------------------------- | -------------------------------- | ---------------------- | ---------------------- | ---------------------- | ---------------------- | -------- | ------ | ----------- | ---------- |
| M. Akanji        | 26         | 1          | 3           | 0          | 3                 | 0                 | 0                 | 0                 | 5+1                              | 0                                | 0                                | 0                                | 1                      | 0                      | 0                      | 0                      | 36       | 1      | 3           | 0          |
| J. Bellingham    | 32         | 3          | 9           | 0          | 3                 | 0                 | 0                 | 0                 | 6+2                              | 1+2                              | 0                                | 0                                | 1                      | 0                      | 0                      | 0                      | 44       | 6      | 9           | 0          |
| J. Brandt        | 31         | 9          | 3           | 0          | 2                 | 0                 | 0                 | 0                 | 5+2                              | 0                                | 0                                | 0                                | 0                      | 0                      | 0                      | 0                      | 40       | 9      | 3           | 0          |
| J. Bynoe-Gittens | 4          | 0          | 0           | 0          | 0                 | 0                 | 0                 | 0                 | 0                                | 0                                | 0                                | 0                                | 0                      | 0                      | 0                      | 0                      | 4        | 0      | 0           | 0          |
| R. Bürki         | 1          | -1         | 0           | 0          | 0                 | 0                 | 0                 | 0                 | 0                                | 0                                | 0                                | 0                                | 0                      | 0                      | 0                      | 0                      | 1        | -1     | 0           | 0          |
| Emre Can         | 24         | 5          | 5           | 0          | 1                 | 0                 | 0                 | 0                 | 2+1                              | 0                                | 0+1                              | 1+0                              | 0                      | 0                      | 0                      | 0                      | 28       | 5      | 6           | 1          |
| M. Dahoud        | 22         | 2          | 5           | 1          | 1                 | 0                 | 0                 | 0                 | 4+2                              | 0                                | 0                                | 0                                | 1                      | 0                      | 1                      | 0                      | 30       | 2      | 6           | 1          |
| T. Delaney       | 1          | 0          | 0           | 0          | 1                 | 0                 | 0                 | 0                 | 0                                | 0                                | 0                                | 0                                | 0                      | 0                      | 0                      | 0                      | 2        | 0      | 0           | 0          |
| R. Guerreiro     | 23         | 4          | 1           | 0          | 1                 | 0                 | 0                 | 0                 | 3+1                              | 0+1                              | 0                                | 0                                | 0                      | 0                      | 0                      | 0                      | 28       | 5      | 1           | 0          |
| E. Haaland       | 24         | 22         | 3           | 0          | 2                 | 4                 | 0                 | 0                 | 3+0                              | 3+0                              | 0                                | 0                                | 1                      | 0                      | 0                      | 0                      | 30       | 29     | 3           | 0          |
| T. Hazard        | 23         | 4          | 2           | 0          | 3                 | 2                 | 0                 | 0                 | 3+1                              | 0                                | 0                                | 0                                | 0                      | 0                      | 0                      | 0                      | 30       | 6      | 2           | 0          |
| M. Hitz          | 5          | -12        | 0           | 0          | 1                 | 0                 | 0                 | 0                 | 0                                | 0                                | 0                                | 0                                | 0                      | 0                      | 0                      | 0                      | 6        | -12    | 0           | 0          |
| M. Hummels       | 23         | 1          | 4           | 0          | 2                 | 0                 | 0                 | 0                 | 5+2                              | 0                                | 1+0                              | 1+0                              | 0                      | 0                      | 0                      | 0                      | 32       | 1      | 5           | 1          |
| A. Knauff        | 5          | 0          | 0           | 0          | 1                 | 0                 | 0                 | 0                 | 3+0                              | 0                                | 1+0                              | 0                                | 0                      | 0                      | 0                      | 0                      | 9        | 0      | 1           | 0          |
| G. Kobel         | 29         | -39        | 0           | 0          | 2                 | -2                | 0                 | 0                 | 6+2                              | -17                              | 0                                | 0                                | 1                      | -3                     | 0                      | 0                      | 40       | -61    | 0           | 0          |
| D. Malen         | 27         | 5          | 2           | 0          | 2                 | 0                 | 0                 | 0                 | 6+2                              | 3+1                              | 0                                | 0                                | 1                      | 0                      | 0                      | 0                      | 38       | 9      | 2           | 0          |
| L. Maloney       | 2          | 0          | 0           | 0          | 0                 | 0                 | 0                 | 0                 | 0                                | 0                                | 0                                | 0                                | 0                      | 0                      | 0                      | 0                      | 2        | 0      | 0           | 0          |
| T. Meunier       | 17         | 2          | 4           | 0          | 2                 | 0                 | 1                 | 0                 | 6+1                              | 0                                | 1+0                              | 0                                | 0                      | 0                      | 0                      | 0                      | 26       | 2      | 6           | 0          |
| Y. Moukoko       | 16         | 2          | 1           | 0          | 2                 | 0                 | 0                 | 0                 | 1+2                              | 0                                | 1+0                              | 0                                | 1                      | 0                      | 0                      | 0                      | 22       | 2      | 2           | 0          |
| A. Papadopoulos  | 2          | 0          | 1           | 0          | 1                 | 0                 | 0                 | 0                 | 0                                | 0                                | 0                                | 0                                | 0                      | 0                      | 0                      | 0                      | 3        | 0      | 1           | 0          |
| F. Passlack      | 10         | 1          | 0           | 0          | 2                 | 0                 | 0                 | 0                 | 2+0                              | 0                                | 0                                | 0                                | 1                      | 0                      | 0                      | 0                      | 15       | 1      | 0           | 0          |
| I. Pherai        | 1          | 0          | 0           | 0          | 0                 | 0                 | 0                 | 0                 | 0                                | 0                                | 0                                | 0                                | 0                      | 0                      | 0                      | 0                      | 1        | 0      | 0           | 0          |
| M. Pongračić     | 17         | 0          | 3           | 0          | 1                 | 0                 | 0                 | 0                 | 5+0                              | 0                                | 0                                | 0                                | 0                      | 0                      | 0                      | 0                      | 23       | 0      | 3           | 0          |
| Reinier          | 13         | 0          | 0           | 0          | 1                 | 0                 | 0                 | 0                 | 3+2                              | 0                                | 0                                | 0                                | 1                      | 0                      | 0                      | 0                      | 20       | 0      | 0           | 0          |
| M. Reus          | 29         | 9          | 2           | 0          | 3                 | 0                 | 0                 | 0                 | 6+2                              | 3+0                              | 1+0                              | 0                                | 1                      | 1                      | 1                      | 0                      | 41       | 13     | 4           | 0          |
| G. Reyna         | 10         | 2          | 0           | 0          | 1                 | 0                 | 0                 | 0                 | 0+1                              | 0                                | 0                                | 0                                | 1                      | 0                      | 0                      | 0                      | 13       | 2      | 0           | 0          |
| T. Rothe         | 2          | 1          | 1           | 0          | 0                 | 0                 | 0                 | 0                 | 0                                | 0                                | 0                                | 0                                | 0                      | 0                      | 0                      | 0                      | 2        | 1      | 1           | 0          |
| M. Schmelzer     | 0          | 0          | 0           | 0          | 0                 | 0                 | 0                 | 0                 | 0                                | 0                                | 0                                | 0                                | 0                      | 0                      | 0                      | 0                      | 0        | 0      | 0           | 0          |
| N. Schulz        | 16         | 0          | 2           | 0          | 1                 | 0                 | 1                 | 0                 | 4+2                              | 0                                | 0+1                              | 0                                | 1                      | 0                      | 0                      | 0                      | 24       | 0      | 4           | 0          |
| L. Semić         | 1          | 0          | 0           | 0          | 0                 | 0                 | 0                 | 0                 | 0                                | 0                                | 0                                | 0                                | 0                      | 0                      | 0                      | 0                      | 1        | 0      | 0           | 0          |
| S. Tigges        | 9          | 3          | 0           | 0          | 2                 | 0                 | 0                 | 0                 | 2+2                              | 0                                | 0                                | 0                                | 1                      | 0                      | 0                      | 0                      | 16       | 3      | 0           | 0          |
| A. Witsel        | 29         | 2          | 4           | 0          | 3                 | 0                 | 0                 | 0                 | 6+2                              | 0                                | 1+0                              | 0                                | 1                      | 0                      | 0                      | 0                      | 41       | 2      | 5           | 0          |
| M. Wolf          | 27         | 3          | 4           | 0          | 1                 | 0                 | 0                 | 0                 | 5+1                              | 0                                | 0                                | 0                                | 1                      | 0                      | 0                      | 0                      | 35       | 3      | 4           | 0          |
| D. Zagadou       | 15         | 0          | 2           | 0          | 1                 | 0                 | 0                 | 0                 | 2+1                              | 0                                | 1+1                              | 0                                | 0                      | 0                      | 0                      | 0                      | 19       | 0      | 4           | 0          |